# Gulian Cornelis Crommelin
Mr. Gulian Cornelis Crommelin (Amsterdam, 21 februari 1877 − Oosterbeek, 6 augustus 1953) was een Nederlands bestuurder.

## Biografie
Crommelin was een lid van de familie Crommelin en een zoon van Willem Jacob Elias Crommelin (1847-1890) en Hendrika de Graaf (1852-1927). Hij promoveerde op stellingen in de rechten te Utrecht in 1906 en was daarna van 1911 tot 1919 burgemeester van Dodewaard. Vervolgens werd hij voorzitter van de Raad van Arbeid te Arnhem. Hij trouwde in 1915 met Josephina Vrolijk (1885-1973) met wie hij twee zonen kreeg, onder wie burgemeester mr. Willem Jacob Elias Crommelin (1916-1997).